# 蒲池正定
蒲池 正定（かまち まさただ、享保8年（1723年） - 寛政5年12月18日（1794年1月19日））は、江戸時代後期の肥後国熊本藩の中老（家老）。崑山（こんざん）の号の方が有名。通称、喜左衛門。
筑後国大身の蒲池氏の分流の蒲池親広にはじまる上蒲池の後裔。蒲池鎮漣の又従兄弟の蒲池鎮行の4代後で、鶴崎詰御郡奉行の蒲池宗氏の子。肥後熊本藩の藩士（100石）であり、細川重賢の宝暦の改革に参加し、その後、400石の奉行となり、900石の中老（家老）となる（『肥後細川藩侍帳』）。
1777年に致仕し、1793年に71歳で死去した。
高山彦九郎とも交流があった。